# Diritti feudali francesi
I diritti feudali (droits féodaux) erano in Francia un insieme di diritti goduti dal feudatario, il « signore », nei confronti dei suoi vassalli, che erano tenuti a particolari obblighi. Non vanno confusi con i diritti signorili.
Ne fanno parte, principalmente:
- il diritto di guerra o di ost, antico termine designante la forza armata del feudatario.
- Il diritto di giustizia o di plaid, parola designante l'udienza di tribunale. In caso di controversia tra due vassalli, il signore giudica la causa.
- il diritto di aiuto o di aide (frequentemente al plurale, aides), che concerne il diritto di ricevere un'imposta in denaro o in natura dai vassalli. La tassa imposta dal signore ai non nobili è chiamata propriamente taille.

Il diritto di guerra si attiva quando il feudatario ha bisogno di un esercito per respingere un invasore o aggredire un nemico. I suoi vassalli si mettono al suo servizio personalmente e con armati reclutati da loro stessi, ai quali il signore è tenuto a garantire il vitto. Il rifiuto dei vassalli equivale a una fellonia ed essi vengono privati del feudo a loro concesso dal signore.
Il diritto di giustizia viene esercitato in caso di una controversia tra vassalli. Il signore giudica le ragioni delle parti e dispone il suo giudizio. Eventualmente, può stabilire l'ordalia o il duello tra le parti in causa.
Il diritto di aide viene esatto dal signore due volte l'anno, a Pasqua e Natale. La taglia ai « villani » è invece imposta in quattro casi:
- per riscattare il signore fatto prigioniero
- per finanziare le spese di partecipazione a una crociata
- per finanziare le spese di equipaggiamento del primogenito divenuto cavaliere
- per la dote della figlia primogenita.